# Troglohyphantes racovitzai
Troglohyphantes racovitzai este o specie de păianjeni din genul Troglohyphantes, familia Linyphiidae, descrisă de Margareta Dumitrescu și Maria Georgescu în 1970.
Este endemică în România. Conform Catalogue of Life specia Troglohyphantes racovitzai nu are subspecii cunoscute.